# Mustela nudipes
Mustela nudipes — вид куньих из рода Mustela, обитающий на Малайском полуострове и на островах Суматра и Борнео. Он внесен в Красный список МСОП как вызывающий наименьшие опасения.

## Внешний вид и строение
Окрас от красновато-коричневого до серовато-белого. Голова у светлее остального тела. Дистальная половина хвоста от бледно-оранжевого до белого цвета. Подошвы ног голые. Длина тела с головой 30-36 см, длина хвоста 24-26 см.

## Распространение и среда обитания

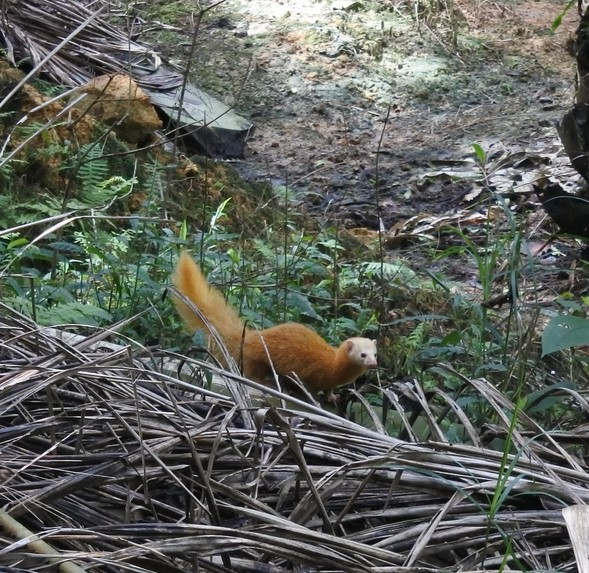
Животное в дикой природе, Малайзия, 2017 год

Обитает на Малайском полуострове от южного Таиланда до полуострова Малайзия, Суматры и Борнео. Обычно встречается в тропических равнинных лесах, но был зарегистрирован в различных средах обитания, от болот и горных лесов до плантаций и горных зарослей кустарников на высоте до 1700 м. Для лучшего понимания предпочтений среды обитания потребуются исследования, специально нацеленные на этот вид, поскольку ее редко обнаруживают с помощью обычных фотоловушек, исследования сбитых автомобилями особей на дорогах и визуальных исследований.
На Борнео его сфотографировали в первичном диптерокарповом лесу и на вырубке на высоте 177—1032 м над уровнем моря.

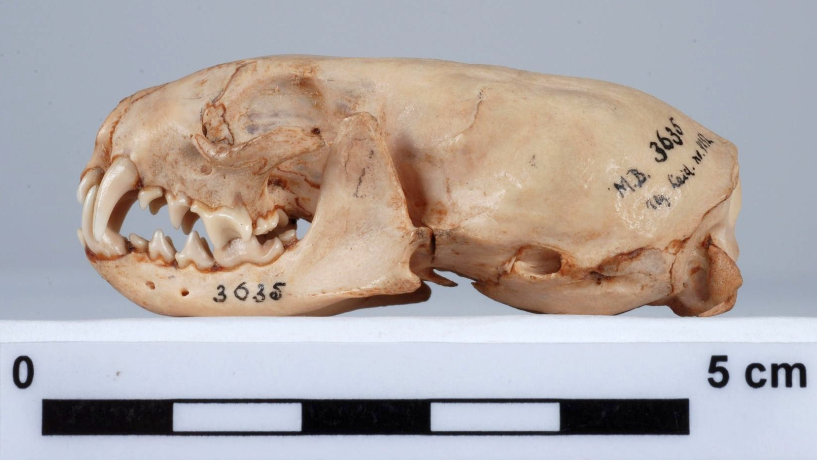
Череп

## Экология
Изучена очень плохо, но предполагается, что встречаются они редко и очень скрытны. Это наземный вид, и его морфология не подходит для лазания. Их диета неизвестна, но предполагается, что она похожа на диету других мелких ласк: в основном плотоядные, включая мелких грызунов, птиц, яйца и мелких рептилий. Большинство наблюдений этого вида произошло днем, но необходимы дополнительные исследования, чтобы определить, активны ли эти животные и в ночное время. В большинстве случаев наблюдались одиночные особи, что позволяет предположить их одиночный образ жизни, как это наблюдается у большинства видов рода Mustela. О его размножении известно немного, но было зарегистрировано четыре помета.

## Таксономия
Существует два подвида Mustela nudipes:
- M. n.nudipes
- M. n. leucocephalus

## Взаимодействие с людьми
Находки Mustela nudipes в сильно деградированных лесах, на плантациях и даже в пригородах позволяют предположить, что этот вид терпим к присутствию человека. Их иногда убивают жители деревень для использования в восточной медицине, ради мяса, меха, за убийства кур и в качестве случайного прилова в ловушках. Тем не менее, в некоторых районах к ним относятся положительно и допускают их присутствие в деревнях как хищников, убивающих крыс. Широкий диапазон биотопов, в которых встречается этот вид, и толерантность к человеку позволяют предположить, что он может успешно существовать в измененных человеком местах. Хотя общая численность стабильна, они находятся под защитой в Западной Малайзии и в Таиланде из-за местного снижения численности.